# Francisco Correa da Cruz Airport
Francisco Correa da Cruz Airport (engelska: Humaitá Airport) är en flygplats i Brasilien.   Den ligger i kommunen Humaitá och delstaten Amazonas, i den centrala delen av landet, 1 900 km nordväst om huvudstaden Brasília. Francisco Correa da Cruz Airport ligger 56 meter över havet.
Terrängen runt Francisco Correa da Cruz Airport är mycket platt. Närmaste större samhälle är Humaitá, 4,9 km öster om Francisco Correa da Cruz Airport.
Trakten runt Francisco Correa da Cruz Airport består i huvudsak av gräsmarker. Trakten runt Francisco Correa da Cruz Airport är nära nog obefolkad, med mindre än två invånare per kvadratkilometer.